# Леканора Реутера
Леканора Реутера (Lecanora reuteri) — альпійський третинний реліктовий вид лишайників роду леканора (Lecanora). Сучасну біномінальну назву надано у 1850 році.

## Будова
Товсте тіло лишайника росте у вигляді напівкруглястих, подушкоподібних розеток до 1,5 см у діаметрі. Має вохристожовтувате забарвлення з білуватою зернистою поволокою.

## Поширення та середовище існування
Південна Європа, Північна Африка (Алжир). В Україні зустрічається на Кримському півострові (Чигинітра).

## Природоохоронний статус
Включений до третього видання Червоної книги України (2009 р.).